# George Stephen Morrison

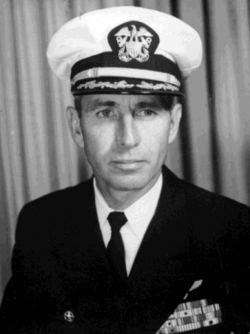
Admiral George Stephen Morrison

George Stephen Morrison (* 7. Januar 1919 in Rome, Georgia, USA; † 17. November 2008 in Coronado, Kalifornien, USA) war ein US-amerikanischer Marineoffizier.
Morrison trat der United States Naval Academy im Jahr 1938 bei. Er absolvierte die Akademie 1941 erfolgreich und wurde im Rang eines Fähnrichs nach Hawaii geschickt. Im Jahr 1943 folgte die Ausbildung zum Piloten in Pensacola (Florida), die er im Frühjahr 1944 abschloss. Morrison flog im Zweiten Weltkrieg während des Pazifikkriegs Kampfeinsätze für die US-Marine.
Im Jahr 1963 übernahm er das Kommando über den Flugzeugträger Bon Homme Richard. Morrison hatte das Kommando der Flotte während des Tonkin-Zwischenfalls im Jahr 1964. Im Jahr 1967 wurde er zum Admiral befördert. Nach dem Fall von Sàigòn im Jahr 1972 wurde er zum Commander of Naval Forces in den Marianen berufen und leitete dort unter anderem die Hilfsaktionen für vietnamesische Flüchtlinge bis knapp vor seiner Pensionierung im Jahr 1975.
Am 3. Juli 1971 war Morrison Hauptredner bei der Außerdienststellung seines ehemaligen Schiffes, der USS Bon Homme Richard, in Washington D.C. An diesem Tag starb auch sein Sohn Jim Morrison, der Sänger der Rockgruppe The Doors. Morrison hatte noch einen weiteren Sohn und eine Tochter; seine Frau Clara starb 2005.
Ein Interview mit Morrison erschien 2009 im Bonusmaterial zum Film The Doors: When You’re Strange.